# Marguerite Broquedis
Marguerite Broquedis (Pau, 17 aprile 1893 – Orléans, 23 aprile 1983) è stata una tennista francese.

## Biografia
Vinse una medaglia d'oro ai Giochi della V Olimpiade nella gara femminile individuale e nella stessa olimpiade anche un bronzo nella gara di doppio misto in coppia con Albert Canet
All'Open di Francia (singolare femminile) prima giunse per due anni consecutivi alla finale, nel 1910 e 1911 contro Jeanne Matthey e poi vinse due edizioni della stessa competizione, quella del 1913 dove sconfisse la stessa Matthey e nel 1914 contro la celebre Suzanne Lenglen in un combattuto incontro finito in tre set: 5–7, 6–4, 6–3
Nel 1920 un'altra finale all'open per lei dove la perse contro la Lenglen (vinse i due set 6-1, 7-5). Vinse anche tre titoli di doppio misto negli anni 1911 (con André Gobert) 1924 e 1927 sempre con Jean Borotra vincendo nell'ultima occasione Lilí de Álvarez e Bill Tilden  con 6-4, 2-6, 6-2.